# Raja yoga
Le raja yoga (sanskrit IAST rāja yoga ; yoga « royal » ou « intégral ») est également appelé aṣṭāṅga yoga (« yoga à huit membres »). C'est le yoga basé sur les Yoga Sūtra de Patañjali.  Il est l'un des six darśana de la philosophie indienne. Le but du raja yoga est la libération des renaissances (kaivalyamukti en sanskrit).

## Origine de l'expression
L'expression rāja yoga est un rétronyme, introduit au XVe siècle dans la Haṭhayoga-Pradīpikā de Svātmārāma, afin de distinguer ce type de yoga du haṭha yoga qui n'appartient pas à la tradition de la philosophie indienne orthodoxe ou āstika.

## Description
Le rāja yoga comprend huit membres qui sont :
- yama - code de conduite envers les autres, comprenant  ahiṃsā (non-violence), satya (être véridique), asteya (ne pas voler), brahma-cārya (modération des sens), a-parigraha (non possessivité)
- niyama - contraintes envers soi, comprenant śauca (pureté), saṃtoṣa (contentement), tapas (pénitence), svadhyāya (étude de soi), īśvarapraṇidhāna (abandon)
- āsana - trouver le calme dans la posture
- prāṇāyāma - libération du souffle vital, utiliser la respiration comme un objet de concentration.
- pratyāhāra - abstraction des sens, retrait des objets de leur perception
- dhāraṇā - concentration, garder l'esprit fixé sur un point
- dhyāna - méditation profonde, l'esprit reste fixé et n'est plus sensible aux perturbations
- samādhi - contemplation profonde ou état d'union avec le « dieu » intérieur (âtman) ou d'absorption dans l'absolu (brahman).

Les trois derniers membres (dhāranā, dhyāna, samādhi) sont appelés samyama qui représentent la partie essentielle du rāja yoga reposant sur les Yoga Sūtra.

## Interprétation
En 1896, Vivekananda publie le livre Raja Yoga (en), son interprétation du Yoga sūtra de Patañjali adaptée aux occidentaux, qui sera un succès et peut être considéré, selon Elizabeth De Michelis, comme l'origine du yoga moderne (en).